# Principio del complementario
El principio del complementario es un principio de la combinatoria básico.
Sea B un conjunto finito y A un subconjunto de B, se satisface que:
|A| = |B| − |B \ A|.

## Principio del complementario
El principio del complementario es un principio de la combinatoria básico.
Sea B un conjunto finito y A un subconjunto de B, se satisface que:
|B \ A| = |B| − |A|.
A y (B \ A) nunca se pueden dar a la vez. Decimos que B\A es el subconjunto complementario de A porque la unión de ambos subconjuntos da el conjunto original:
A ∪ (B \ A) = B
Por ejemplo, tenemos un el conjunto de las cifras decimales, llamémoslo B = {0, 1, 2, 3, 4, 5, 6, 7, 8, 9}. De este conjunto, obtenemos el conjunto de los números pares, llamémoslo A = {0, 2, 4, 6, 8}.
El cardinal del conjunto B, |B| = 10, ya que son diez las cifras decimales. Sabemos que de esos diez números, cinco son pares, por lo que |A| = 5. Según el principio de complementariedad, el cardinal del conjunto diferencia:
|B \ A| = |B| − |A| = 10 - 5 = 5
En este caso, el subconjunto de la diferencia B\A es el subconjunto de los números impares, que son los complementarios al subconjunto de los números pares.
Resulta bastante útil cuando se quiere hallar el cardinal de un subconjunto cuando se tiene justo el de su complementario. A veces compensa más definir un hecho por la negación de su contrario, si es que ambas cosas no se pueden dar nunca a la vez.

## Definición
Se llama «principio del complementario» porque, si al subconjunto A del conjunto B se le añade el conjunto diferencia de B\A, se obtiene el conjunto B completo. Según la RAE, un complementario «sirve para completar o perfeccionar algo», describiendo perfectamente este principio.

## Estadística
El principio del complementario se emplea en Estadística para calcular sucesos contrarios. En este caso, el conjunto B sería la probabilidad total (1) y el subconjunto A sería una probabilidad cualquiera, p (0≤p≤1). Entonces el suceso complementario de p podría designarse q, tal que q = 1 - p.